# Peter Angerer
Peter Angerer (Hammer, 14 de julio de 1959) es un deportista alemán que compitió para la RFA en biatlón.
Participó en tres Juegos Olímpicos de Invierno, entre los años 1980 y 1988, obteniendo en total cinco medallas: bronce en Lake Placid 1980, oro, plata y bronce en Sarajevo 1984 y plata en Calgary 1988. Ganó cinco medallas en el Campeonato Mundial de Biatlón entre los años 1981 y 1987.

## Palmarés internacional
| Representando a la RFA |                              |                   |            |
| Juegos Olímpicos       |                              |                   |            |
| Año                    | Lugar                        | Medalla           | Prueba     |
| 1980                   | Lake Placid (Estados Unidos) | Medalla de bronce | Relevos    |
| 1984                   | Sarajevo (Yugoslavia)        | Medalla de oro    | Individual |
| 1984                   | Sarajevo (Yugoslavia)        | Medalla de plata  | Velocidad  |
| 1984                   | Sarajevo (Yugoslavia)        | Medalla de bronce | Relevos    |
| 1988                   | Calgary (Canadá)             | Medalla de plata  | Relevos    |
| Campeonato Mundial     |                              |                   |            |
| Año                    | Lugar                        | Medalla           | Prueba     |
| 1981                   | Lahti (Finlandia)            | Medalla de plata  | Relevos    |
| 1983                   | Antholz (Italia)             | Medalla de plata  | Velocidad  |
| 1983                   | Antholz (Italia)             | Medalla de bronce | Individual |
| 1985                   | Ruhpolding (RFA)             | Medalla de bronce | Relevos    |
| 1987                   | Lake Placid (Estados Unidos) | Medalla de bronce | Relevos    |